# Elna Nähmaschinen
Die Elna International Corp. S.A. mit Sitz in Meyrin ist ein Schweizer Hersteller von Textilmaschinen. Das Produktprogramm umfasst Nähmaschinen, Overlock- und Coverlockmaschinen sowie Bügelpressen. Im Zweiten Weltkrieg war das Unternehmen in der Waffenherstellung tätig und belieferte Nazi-Deutschland.

## Geschichte
Das Unternehmen begann mit der Herstellung von Nähmaschinen im Jahre 1934 unter dem Namen Tavaro S.A. in Genf, der Markenname Elna (kurz für Elektrische Nähmaschine) wurde 1940 eingeführt. Im Oktober 1941 wurde Elna International Corp. SA im Handelsregister des Kantons Genf unter der Aktennummer 01580/1941 eingetragen. Als Mitbegründer der Elna Nähmaschinenfabrik wird der spanische Ingenieur Ramon Casas Robert genannt, der seine Erfindung der Freiarmnähmaschine und Patente in die Tavaro S.A. einbrachte.

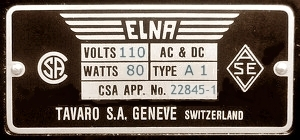
Typenschild 1940 ELNA 1

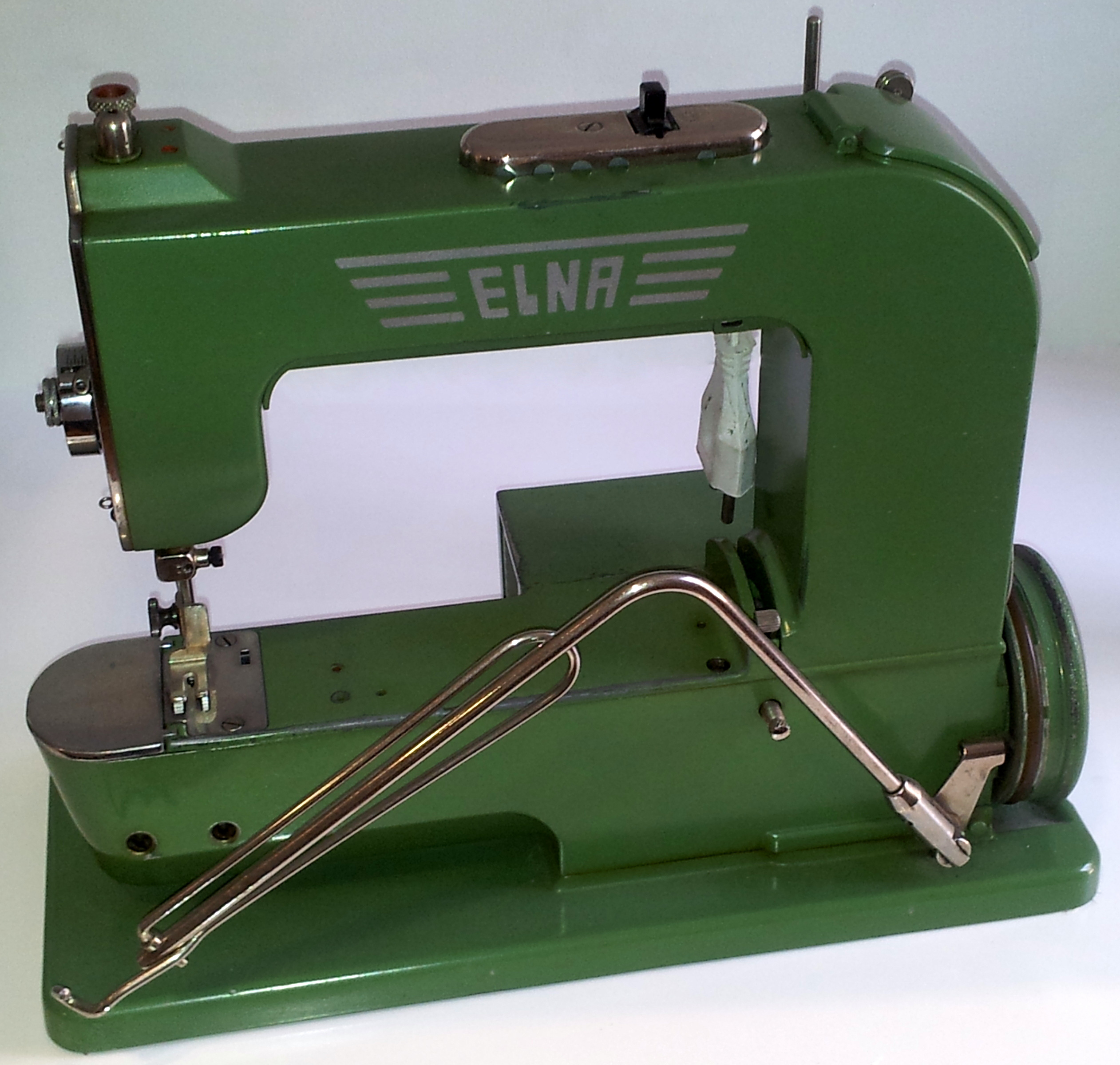
ELNA 1 ohne Transportkoffer

Die Marke Elna wurde 1940 durch ihre erste kompakte elektrische Koffer-Freiarmnähmaschine mit Beleuchtungsschwenkarm, die für den Haushalt bestimmt war, bekannt. Die Elna 1 wurde in grüner Farbe lackiert und brach die Tradition der damals üblichen schwarzen Farbgebung von Nähmaschinen. Die Koffernähmaschine wurde weltweit ein beispielloser Erfolg und somit eroberte Elna sich einen festen Platz in der Nähmaschinenindustrie. Die Schweiz im Zweiten Weltkrieg lieferte Waffen an die Nazis wie an die Alliierten. Tavaro lieferte der deutschen Armee Zünder im Wert von 72 Millionen Franken. 

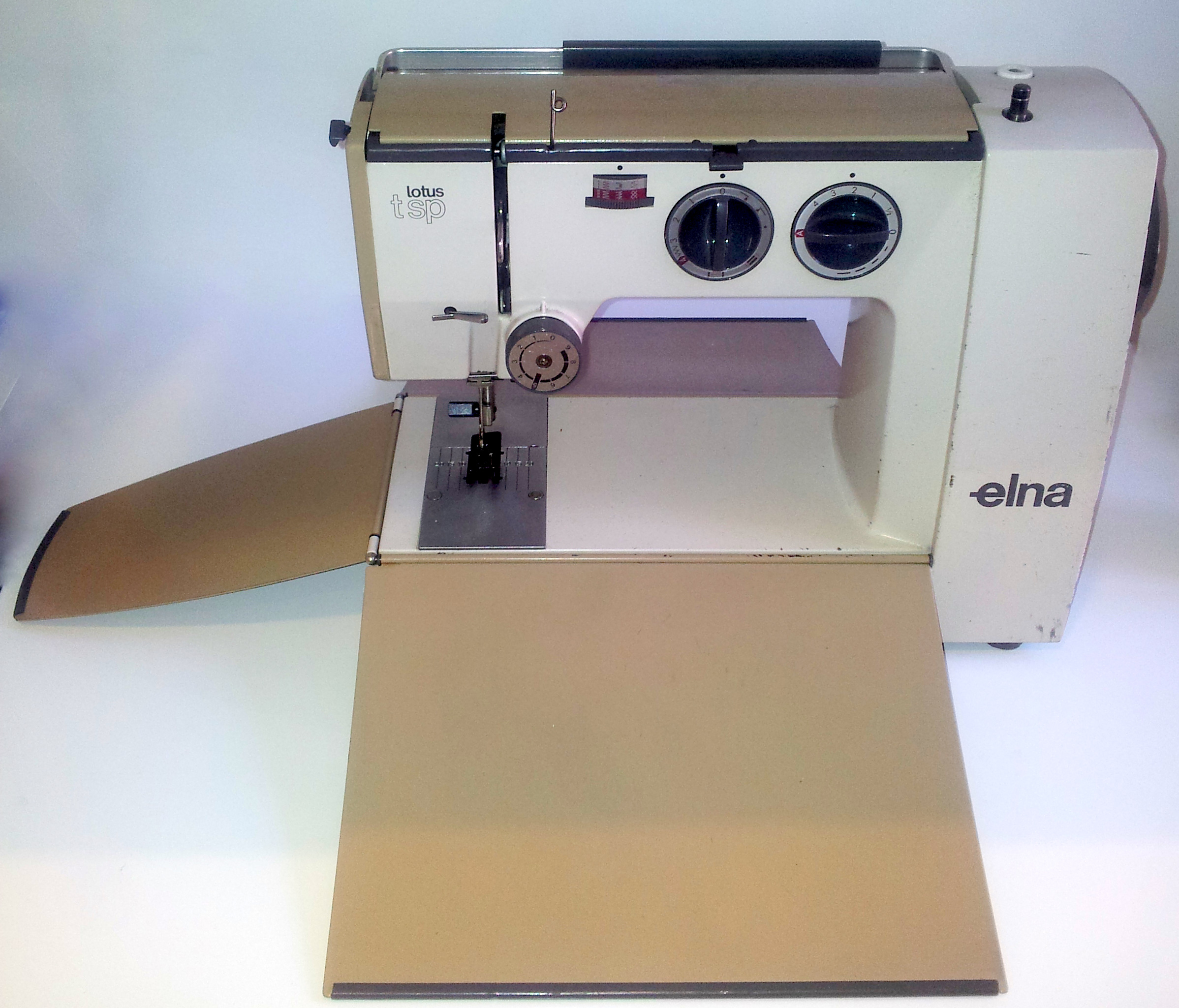
Elna Lotus im Museum of Modern Art

1949 wurde die Elna 1 bereits in 25 Ländern vertrieben. Die grüne Elna 1, auch unter dem Spitznamen „Grasshopper“ bekannt, wurde bis 1952 produziert. 1952 brachte Elna das Modell Supermatic auf den Markt, welches ihren Nutzerinnen nicht nur den Zick-Zack-Stich, sondern eine Vielzahl von Nutz- und Dekorstichen ermöglichte. Die verschiedenen Sticharten wurden durch auswechselbare Musterscheiben gesteuert. Die Elna 2 Supermatic wurde auf der Schweizer Mustermesse in Basel erstmals präsentiert.
1964 kam die Star-Serie auf den Markt, es war die erste elektronische Nähmaschine mit neuen Funktionen und Nähprogrammen sowie einer Knopflochautomatik. 1967 begann die Ära der kompakten Leichtmetall-Nähmaschinen. Die Elna Air Electronic war die erste Nähmaschine mit pneumatischer Geschwindigkeitsregelung. Ab 1980 wurde die Elektronik ein fester Bestandteil der Elna-Haushaltnähmaschinentechnik. 1985 erschien die Elna 5000, es war die erste Schweizer Nähmaschine mit einem programmierbaren Speicher.
1987 kam die erste tragbare Haushaltoverlock heraus, die erste mit 5 Fäden und 2-Fadennaht-Maschine. Ab 1988 brachte Elna die erste Bügelpresse mit eingebautem Ärmelbrett auf den Markt. 1992 folge die Elna Diva mit 370 Nähprogrammen, 7 Knopflöchervarianten und programmierbaren Alphabeten- und Monogrammen. 2001 folgte Elna-Xquisit, eine computergesteuerte Näh- und Stickmaschine mit automatischem Einfädeln von der Garnrolle bis zur Nadel, sowie automatischem Aufspulen des Unterfadens für das Sticken. 2004 folgte die Elna 7200 Quilter’s Dream Pro, eine computergesteuerte Nähmaschine mit industrieller Ausstattung wie Hochgeschwindigkeitsnähen, Langarm, Kniehebelsteuerung sowie einem vielseitigen Stichprogrammvorwahl.
Im August 2006 hat die Janome Sewing Machine Company Ltd, Tokio die weltweiten Aktivitäten und Namensrechte von Elna erworben. Die Elna International Corp S.A. behält jedoch ihre Unabhängigkeit. 
Die ursprüngliche Tavaro S.A. wurde im April 2008 im Handelsregister Genf gelöscht. 2010 feierte Elna ihr 70-jähriges Bestehen. Im Jubiläumsjahr erschien die Elna 9600 für die Modehersteller der Haute-Couture-Branche, eine Näh-, Quilt- und Stickmaschine, die sich direkt an den PC anschliessen lässt, um die am PC entwickelten Kreationen in die Maschine einzulesen.
2012 aktualisierte Elna ihren grossen Klassiker und führte die neue Lotus-Serie ein, die wesentlich leichter und kompakter ist als die 1960er Serie. Die Lotus ist das mit über einer Million Maschinen weltweit erfolgreichste verkaufte Elna-Modell. Die Lotus von 1965 ist die einzige Nähmaschine, die im New Yorker Museum of Modern Art seit 1968 ausgestellt ist.